# Messor striatellus
Messor striatellus es una especie de hormiga del género Messor, subfamilia Myrmicinae. 

## Distribución
Esta especie se encuentra en China y Tayikistán.